# Afrida basiposis
Afrida basiposis är en fjärilsart som beskrevs av Dyar 1913. Afrida basiposis ingår i släktet Afrida och familjen trågspinnare. Inga underarter finns listade i Catalogue of Life.